# 크리스틴 투치
크리스틴 투치(Christine Tucci, 1967년 1월 19일 ~ )는 미국의 배우, 영화배우이다.

## 영화
- 체스넛: 센트럴 파크의 영웅 (2004년) - 로라 톰리 역
- 빅 팻 라이어 (2002년) - 캐롤 쉐퍼드 역
- 케이 나인 2 (1999년)
- 킬러 페이스 (1997년)
- 빅 나이트 (1996년)
- 시카고 메디컬 (1994년)